# Pustule (pathologie végétale)
Pour l’article homonyme, voir Pustule.

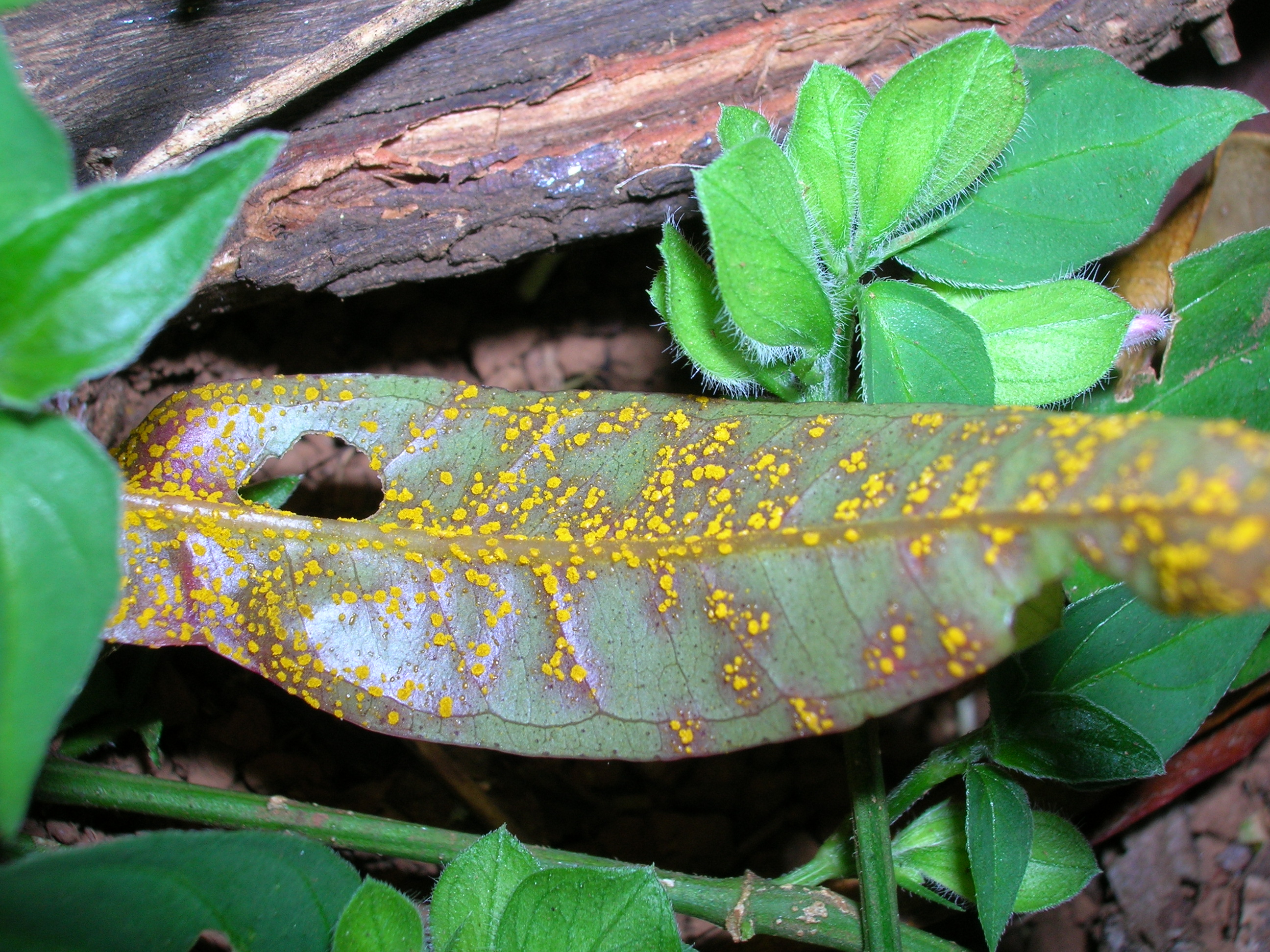
Pustules dues à l'agent de la rouille du goyavier (Puccinia psidii) sur feuille de jambosier (Syzygium jambos).

En pathologie végétale, une pustule est un amas de spores émergeant à travers l'épiderme des plantes, généralement sur les feuilles ou les tiges. C'est notamment un des symptômes de maladies cryptogamiques telles que les « rouilles »,  provoquées par des champignons basidiomycètes de la famille des Pucciniaceae, ou les  « oïdiums » causés par des champignons ascomycètes de la famille des Erysiphaceae.